# Mohamed Cherfi
Ne doit pas être confondu avec Mohamed Charfi.
Mohamed Cherfi est un ressortissant algérien ayant vécu irrégulièrement au Canada, qui a été expulsé vers les États-Unis en 2004 après que sa demande pour avoir le statut de réfugié lui a été refusée. 
Il reste en prison aux États-Unis dans l'attente d'être à nouveau expulsé, cette fois vers l'Algérie. Mohamed Cherfi affirme craindre pour sa vie en Algérie en raison de ses critiques envers son pays. 
Le 2 juin 2005, il est accepté comme réfugié aux États-Unis. Son parcours fait l'objet d'un film : Bledi, mon pays est ici,,. En 2009, il retourne au Canada avec le statut de résident permanent.